# Cremastus aquilonius
Cremastus aquilonius är en stekelart som beskrevs av Dasch 1979. Cremastus aquilonius ingår i släktet Cremastus och familjen brokparasitsteklar. Inga underarter finns listade i Catalogue of Life.